# Diego Milito

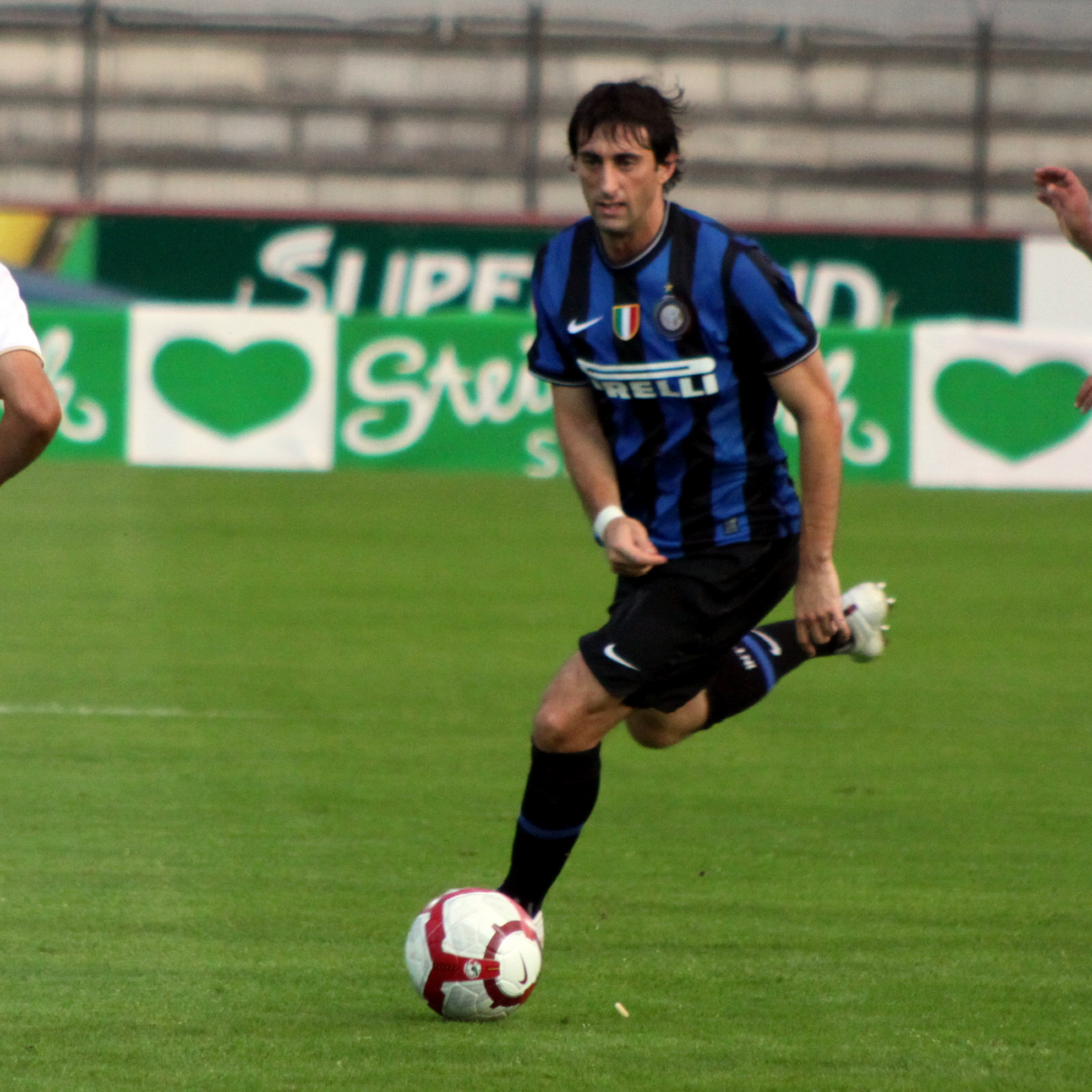
Milito für Inter am Ball (2009)

Diego Alberto Milito (* 12. Juni 1979 in Bernal) ist ein ehemaliger argentinischer Fußballspieler. Seine Familie stammt ursprünglich aus Kalabrien. Er hat einen Bruder, Gabriel Milito, der ebenfalls Profifußballer war.
Von den Fans wird Milito „Il Príncipe“ (deutsch Der Prinz) genannt, in Anlehnung an den ehemaligen uruguayischen Stürmer Enzo Francescoli.

## Karriere

### Im Verein
Seine fußballerische Karriere begann Diego Milito beim argentinischen Verein Racing Club, für den er in seiner ersten Saison 1999/2000 in elf Einsätzen ein Tor erzielte. Mit Racing gewann er einmal (2001) die Apertura-Meisterschaft.
Im Sommer 2003 wechselte er nach Italien und unterzeichnete einen Vertrag beim damaligen Serie-B-Verein CFC Genua. Trotz des Abstiegs in die Serie C1, etablierte sich Milito in den zwei Jahren in Italien als treffsicherer Stürmer und erzielte insgesamt 33 Tore in 59 Spielen.
Für die Saison 2005/06 wechselte er zunächst als Leihgabe zu Real Saragossa, wo zu der Zeit auch sein Bruder Gabriel unter Vertrag stand. Sein Potenzial stellte Diego auch in Spanien unter Beweis, als er 2006 im Halbfinale der Copa del Rey vier Tore gegen den spanischen Rekordmeister Real Madrid erzielte (6:1). Er beendete seine erste Saison als bester Torschütze Real Saragossas mit 14 Ligatoren. Im Sommer 2006 folgte dann der endgültige Wechsel zu Saragossa für fünf Millionen Euro. In der Saison 2006/07 spielte sich Milito erstmals ins Rampenlicht und zählte mit 21 Toren zu den besten Torjägern der Primera División. Nach dem Wechsel seines Bruders Gabriel zum FC Barcelona nach der Saison 2007/08 wurde Diego Milito Mannschaftskapitän von Real Saragossa.
Nach Saragossas Abstieg in die Segunda División wechselte Milito wieder zurück zum CFC Genua. Die Saison beendete er als Zweiter in der Torschützenliste der Liga mit 24 Toren in 31 Spielen (hinter Zlatan Ibrahimović von Inter Mailand). Somit hatte er maßgeblichen Anteil am Einzug Genuas in den UEFA-Pokal.
Am 29. Juni 2009 meldete Inter Mailand die Verpflichtung Militos für eine Transfersumme von ca. 22 Mio. Euro. Im Gegenzug wechselte Robert Acquafresca zu den Genuesen. Bei Inter erhielt Milito einen Vier-Jahres-Vertrag und die Rückennummer 22.
Sein Serie-A-Debüt für die Nerazzuri feierte er am 23. August 2009 beim 1:1 beim Heimspiel gegen die AS Bari. Bereits in seinem zweiten Pflichtspiel konnte Milito im Derby della Madonnina vom Elfmeterpunkt aus einen Treffer zum 4:0-Sieg über die AC Mailand beisteuern.
Am 22. Mai 2010 erzielte Diego Milito beide Tore beim 2:0-Sieg Inter Mailands gegen Bayern München im Finale der Champions League und trug damit maßgeblich zum Titelgewinn bei. Zudem traf er beim 1:0 im Coppa Italia-Finale gegen den AS Rom sowie im entscheidenden letzten Spiel der Serie A beim 1:0 gegen die AC Siena. Insgesamt erzielte Diego Milito in seiner ersten Saison bei Inter Mailand 30 Pflichtspieltreffer und wurde aufgrund seiner Leistungen zum UEFA Spieler des Jahres gewählt. Überraschenderweise zählte er aber nicht zu den 23 Nominierten für den FIFA Ballon d’Or 2010.
Im August 2010 verlängerte Milito seinen Vertrag bei Inter vorzeitig bis Ende Juni 2014. Am 24. Januar 2011 wurde Milito zum besten ausländischen Spieler und zum besten Spieler der Serie A des Jahres 2010 gewählt. Trotzdem verlief sein zweites Jahr bei Inter relativ enttäuschend. Milito wurde immer wieder von Verletzungen gebremst und konnte so nie seine Form der Vorsaison erreichen. Insgesamt erzielte er lediglich acht Pflichtspieltore, bereitete dafür aber weitere neun vor. Zwar gewann Milito mit Inter den italienischen Supercup und die FIFA-Klub-Weltmeisterschaft, von den 2010 errungenen Titeln konnte aber nur der italienische Pokal verteidigt werden – wobei Milito beim Finalsieg über die US Palermo zum 3:1-Endstand traf.
Die Spielzeit 2011/12 verlief für Inter enttäuschend, reichte es in der Liga doch nur zum sechsten Tabellenplatz. Milito hingegen konnte sich wieder steigern und wurde nach 2009 und 2010 zum dritten Mal Zweiter in der italienischen Torschützenliste. Insgesamt erzielte er 24 Ligatreffer, darunter einen Viererpack gegen die US Palermo und einen Hattrick im Derby della Madonnina.
Auch in der Saison 2012/13 zeigte Milito zunächst gute Leistungen und konnte in 20 Ligaspielen neun Tore erzielen. Zwei dieser Tore erzielte er beim 3:1-Auswärtssieg von Inter im Derby d’Italia, der Juventus Turins Lauf von 49 Spielen ohne Niederlage beendete. Am 14. Februar 2013 zog er sich in einem Europa-League-Spiel gegen CFR Cluj aber einen Kreuzbandriss zu, der ihn zwang, den Rest der Spielzeit zu pausieren. Sein Comeback gab Milito am 22. September 2013 in einem Ligaspiel gegen Sassuolo, in dem er zwei Tore erzielen konnte. Weitere Verletzungen hinderten ihn aber daran, zu seiner Form zu finden. Am Ende der Saison 2013/14 wurde sein auslaufender Vertrag nicht mehr verlängert und er verließ Mailand. Kurz darauf gab er seinen Wechsel zurück nach Argentinien zu Racing Club bekannt. Dort gewann er 2014 ein weiteres Mal die Argentinische Meisterschaft.

### In der Nationalmannschaft
Diego Milito gab sein Debüt in der argentinischen Nationalmannschaft am 20. August 2003 gegen Uruguay. In den folgenden Jahren wurde der Stürmer nur sporadisch für die Auswahl seines Landes berufen. Erst vier Jahre nach seinem ersten Einsatz wurde Milito für einen Wettbewerb nominiert. Im Sommer 2007 berief ihn Trainer Alfio Basile in den Kader für die Copa América. Milito kam als Ersatzspieler im Laufe des Turniers zwei Mal zum Einsatz und erzielte einen Treffer. Der Turniersieg blieb ihm allerdings verwehrt, da Argentinien im Endspiel Brasilien unterlag.
Im Mai 2010 wurde der Angreifer für die Weltmeisterschaft in Südafrika berufen. In der Gruppenphase wurde Milito gegen Nigeria eingewechselt und stand gegen Griechenland in der Startformation und spielte 80 Minuten, einen Treffer konnte er allerdings nicht erzielen. In der K.O.-Phase des Turniers wurde er nicht mehr eingesetzt und konnte so das Viertelfinal-Aus seiner Mannschaft gegen Deutschland nicht verhindern.
Im folgenden Copa América in seinem Heimatland stand Milito im Aufgebot, kam jedoch zu keinem Einsatz und wurde danach auch nicht mehr in die Nationalmannschaft berufen.

## Titel und Erfolge

### Als Nationalspieler
- Copa-América-Zweiter: 2007

### Mit seinen Vereinen
- Argentinischer Meister: 2001 (Torneo Apertura), 2014
- Italienischer Pokalsieger: 2010, 2011
- Italienischer Meister: 2010
- Italienischer Supercupsieger: 2010
- Champions-League-Sieger: 2010
- FIFA-Klub-Weltmeisterschaft: 2010

### Auszeichnungen
- Guerin d’Oro: 2009
- Bester Kanonier (Stürmer) der Serie A: 2009
- UEFA Man of the Match: Champions-League-Finale 2010
- UEFA Spieler des Jahres: 2010
- UEFA Stürmer des Jahres: 2010
- Bester Spieler der Serie A: 2010
- Bester ausländischer Spieler der Serie A: 2010